# Route nationale 52 (Madagascar)
Pour les articles homonymes, voir Route nationale 52.
La route nationale 52 (N 52) est une route nationale à Antananarivo Madagascar.

## Description
La N 52 est une route goudronnée de 5,5 km de long et 10,5 m de large. 
Elle part de la N 4 au quartier de Talatamaty et se termine à l'aéroport international d'Ivato. 
La route a une voie dans chaque direction et une voie de dépassement commune au milieu.
Elle a été agrandie en 2008 à l'occasion du sommet de l'Union africaine prévu en 2009 mais non réalisé en raison du coup d'État de 2009.